# 에이아이톰
에이아이톰(AITOM)은 초·중등 대상 AI 교육 플랫폼으로서 머신러닝 등 알고리즘 교육과 관련된 이론 교육과 실습에 주안을 둔 교육 콘텐츠를 제공한다.
제공되는 교육 콘텐츠는 게이미피케이션을 바탕으로 하고 있으며 해당 콘텐츠를 활용한 수업 진행을 위한 교재를 포함한다.

## 개발배경
국내 4차산업혁명의 태동으로 산업 전반에 대한 인공지능 기술의 결합 시도가 지속됨에 따라 인공지능 교육에 대한 필요성이 제기 되었으나, 2015 개정 교육과정에서는 인공지능 교과목이 개발자 양성을 목적으로 구성됨에 따라 알고리즘 및 관련 원리의 교육에 관한 취약점에 대한 목소리가 커졌다.
이에 교과목 보강을 위한 학교 차원의 노력이 촉구되었으나 국내 관련 교육 플랫폼은 아직 도입 단계에 머물러 있어 구글 티쳐블 머신 등 해외 플랫폼에 의존해야하는 상황이 전개되고 있었다.

## 역사

### 1차 개발
2021년 4월
- 학습, 강화학습을 통한 인공지능 성능 향상 교육 목적의 'AI끝말잇기' 오픈
- 학습 데이터의 중요성 및 학습 방법 차이에 따른 음성 분류기 구축 목적의 'AI야, 누구게' 오픈

## 특징
에이아이톰은 현재 두가지의 콘텐츠와 하나의 이론 교재를 제공하고 있으며, 이용자는 각 콘텐츠를 독립적으로 활용할 수 있으나 교사 회원은 소속 학교 구성원의 계정을 통합하여 관리할 수 있는 권한을 갖는다.

### AI끝말잇기
- 끝말잇기 AI 양성을 통해 데이터 수집, 학습, 강화학습, 실제활용으로 구성된 STEP별 인공지능 학습 단계에 관한 교육이 목적
- 개인별, 학교별 랭크 시스템으로 학업 몰입도 향상

- 개발자, 비개발자 진로를 희망하는 학생 모두에게 학습수준에 구애받지 않고 보편적인 교육이 가능

### AI야, 누구게
- 목소리를 판별할 수 있는 화자 분류기 구축을 통해 학습 데이터의 양과 질적 중요성 파악 및 학습 방법 차이, 반복 횟수와 정확도의 상관관계에 대한 교육이 목적
- 수학 및 개발 관련 지식 없이도 AI 구축이 가능
- 조별 단위 수업을 통해 조장은 리더십, 조원은 협동심을 발휘할 수 있도록 유도